# Manuel Zozaya
El general Manuel Zozaya Margáin fue un militar mexicano que participó en la Revolución mexicana. Nació en Monterrey, Nuevo León en 1860, siendo sus padres Guadalupe Zozaya y Juana Margáin. Fue nombrado gobernador del estado de Guerrero el 1 de abril de 1913 en carácter provisional por Victoriano Huerta. Incapaz de contener el avance zapatista solicitó ayuda a los hacendados, quienes le dieron dinero en forma de impuestos. Zozaya fue retirado del gobierno guerrerense el 1 de febrero de 1914 por una supuesta comisión a la Ciudad de México y en su lugar fue nombrado el General Juan A. Poloney.
Posteriormente, se trasladó a la ciudad de Guadalajara, Jalisco donde murió en el 27 de junio de 1914.